# Урзика
«Урзика» (рум. Urzica — «крапива») — румынский литературно-художественный сатирический журнал.

## История
Журнал был создан румынским поэтом и драматургом Аурелом Барангой в 1948 году, он же занимал должность главного редактора. После его смерти в июне 1979 года главным редактором издания стал писатель и публицист Маноле Ауняну (10 октября 1935 — 27 декабря 1993). 

C 1949 по 1975 год журнал выходил дважды в месяц, с 1975 по 1980 год — ежемесячно, а с 1981 по 1989 год — один раз в два месяца. 

В 1987 году в издательстве «Советский художник» (серия «Мастера карикатуры социалистических стран») вышел альбом «У нас в гостях художники сатирического журнала „Урзика“. Социалистическая республика Румыния», в котором были представлены работы таких карикатуристов, как Октавиан Андроник (Андо), Драгош Антон, Габриэл Брату, Бенедикт Гэнеску, Даниел Ионеску, Константин Казаку, Георге Кириак и другие.
В 1989 году журнал организовал конкурс сатирической и юмористической прозы, гран-при в котором получил румынский прозаик и поэт Лучиан Перца. 
Как и у многих других юмористических журналов социалистических стран, у «Урзики» было приложение — ежегодный альманах Perpetuum Comic (выходил с 1975-го по 1991 годы). 
С 1990 года журнал издаётся под названием Moftul român (новое издание). 
В 2005 году была предпринята попытка запустить онлайн-издание под старым названием, но сайт urzica.ro вскоре закрылся.